# Erateina mulseata
Erateina mulseata là một loài bướm đêm trong họ Geometridae.